# Río Qom

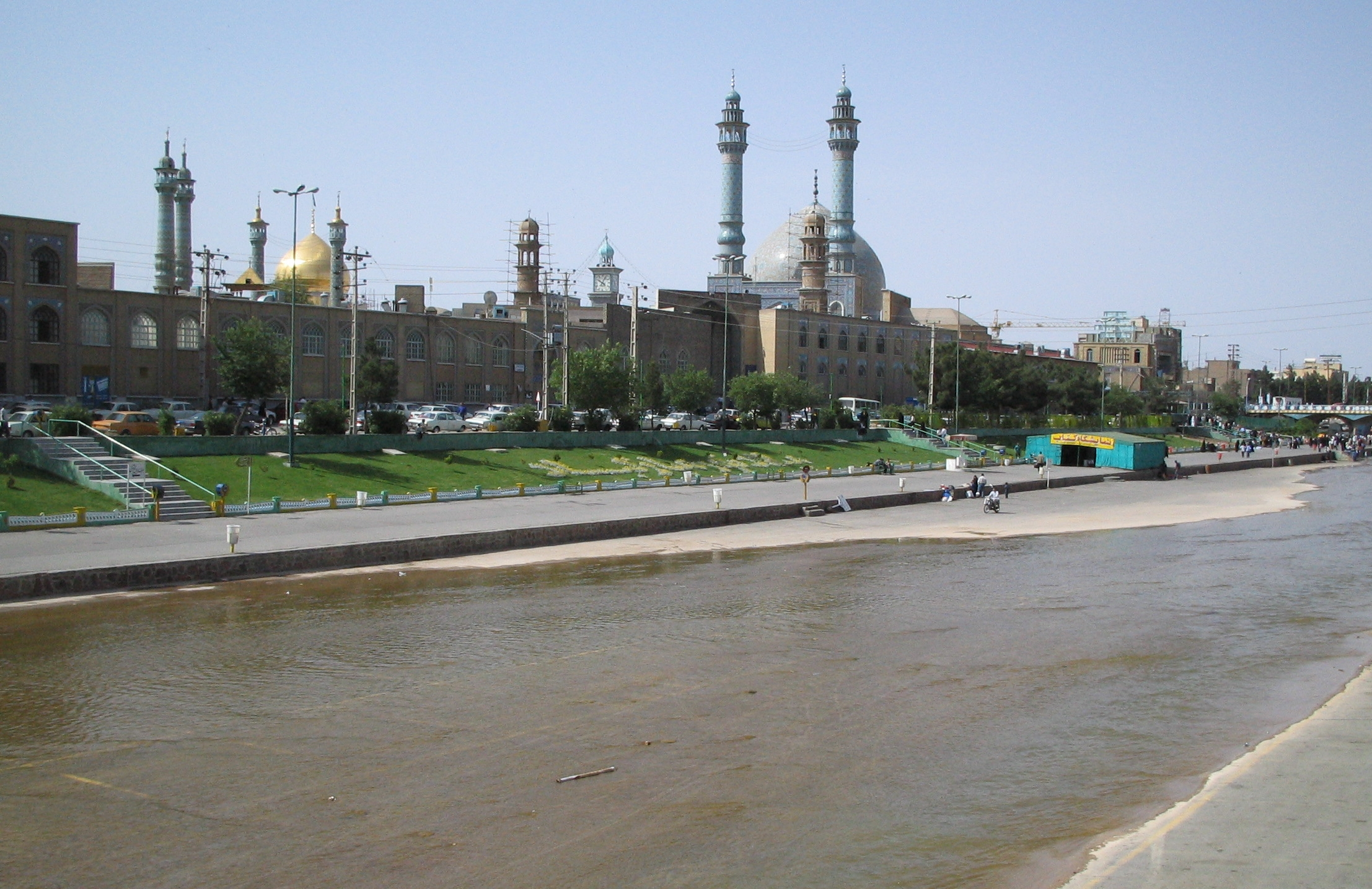
El río a su paso por la ciudad de Qom

El río Qom es un río grande de Irán que recibe su agua de las montes Zagros y desagua en el lago Namak, un lago salado y endorreico. El río atraviesa la homónima ciudad de Qom, y junto con el Su Qareh, tiene una longitud de aproximadamente 400 km). El nivel de agua fluctúa fuertemente entre 312 m³/s y sólo 4 m³/s, en parte debido a las muchas desviaciones para el riego. Sin embargo, es uno de los pocos ríos permanentes del país. 